# 叢指形軟珊瑚
叢指形軟珊瑚（学名：Sinularia lochmodes）为軟珊瑚科指形軟珊瑚屬下的一个种。